# Oxygène 17
table
L'oxygène 17, noté 17O, est l'isotope de l'oxygène dont le nombre de masse est égal à 17 : son noyau atomique compte 8 protons et 9 neutrons avec un spin 5/2+ pour une masse atomique de 16,999 131 756 g/mol. Il est caractérisé par un excès de masse de −808,764 keV et une énergie de liaison nucléaire par nucléon de 7 751 keV. Il est peu abondant (0,0373 % dans l'eau de mer, approximativement deux fois l'abondance du deutérium), et c'est l'un des trois isotopes stables de l'oxygène, le seul parmi ceux-ci sont le spin est non nul et dont la relaxation caractéristique est indépendante du champ dans l'eau liquide, ce qui permet de l'utiliser dans des études RMN de voies métaboliques oxydantes.

## Problématique dans les centrales nucléaires
L'eau utilisée dans les circuits de refroidissement des centrales nucléaires est soumise à un flux intense de neutrons lors de leur fonctionnement. L'eau naturelle a un titre initial en oxygène 17 de 373 ppm ; l'eau lourde a un titre initial d'environ 550 ppm d'oxygène 17, légèrement enrichie en cet isotope par le même processus d'enrichissement que le deutérium. Le flux de neutrons convertit lentement l'oxygène 16 de l'eau utilisée en oxygène 17 par capture neutronique, augmentant sa concentration. Simultanément, le flux de neutrons convertit aussi lentement l'oxygène 17 de l'eau en carbone 14, par la réaction 17
8O (n, α) 14
6C. Le carbone 14 étant un produit indésirable qui s'échappe dans l'environnement. Les procédés utilisés dans l'extraction du tritium sont aussi l'occasion de remplacer l'oxygène de l'eau utilisée par la fraction naturelle de l'oxygène de l'eau (essentiellement de l'oxygène 16) qui a le bénéfice supplémentaire de réduire la production du carbone 14,.

## Histoire
Cet isotope a été imaginé pour la première fois par Patrick Blackett dans le laboratoire de Rutherford en 1924 :
« Of the nature of the integrated nucleus little can be said without further data. It must however have a mass 17, and provided no other nuclear electrons are gained or lost in the process, an atomic number 8. It ought therefore to be an isotope of oxygen. If it is stable it should exist on the Earth. »
C'était un produit de la première transmutation nucléaire artificielle, de l'action des rayons α (4
2He2+) sur l'azote 14, conduite par Frederick Soddy et Ernest Rutherford en 1917-1919 .
Équation de cette réaction : 14
7N (α, p) 17
8O.
Finalement son abondance naturelle dans l'atmosphère terrestre a été détectée en 1929 par Giauque et Johnson dans les spectres d'absorption.